# 벤투 곤사우베스 다 시우바
벤투 곤사우베스 다 시우바(브라질 포르투갈어: Bento Gonçalves da Silva, 1788년 9월 23일 ~ 1847년 7월 18일)는 브라질의 군인이자 정치인으로, 히우그란지 공화국의 초대 대통령을 지냈다. 그는 군주주의였고 페드루 2세를 지지했지만, 공화주의자들에 의해 반란군 지도자로 추대되었다. 1836년 시우바는 안토니우 지 소우자 네투와 함께 히우그란지두술주의 독립을 선언하고 초대 대통령이 되었다. 